# Sander Svendsen
Sander Svendsen (Molde, 6 agosto 1997) è un calciatore norvegese, attaccante del Viking.

## Biografia
Ha un fratello minore di nome Tobias, anch'egli calciatore.

## Caratteristiche tecniche
È un calciatore dotato di un buon controllo di palla e di visione di gioco. È considerato come uno dei più talentuosi calciatori della sua generazione.

## Carriera

### Club
Svendsen ha iniziato la carriera professionista con la maglia del Molde. Ha esordito nell'Eliteserien in data 9 maggio 2013, subentrando a Mattias Moström nella vittoria casalinga per 4-1 sull'Aalesund, diventando il più giovane debuttante della storia del Molde. A fine stagione, la squadra si è aggiudicata la vittoria del Norgesmesterskapet 2013, seppure Svendsen non fosse neanche in panchina nella finalissima. Il 21 maggio 2014 ha realizzato la prima rete nella massima divisione locale, nella vittoria per 5-1 sul Sarpsborg 08. Il 24 luglio successivo, ha esordito in Europa League: ha sostituito Agnaldo nel pareggio per 1-1 sul campo del Gorica. Il 31 luglio ha segnato il primo gol nella competizione, nel pareggio per 1-1 contro lo Zorja. Il 4 ottobre 2014 ha vinto il campionato 2014 con il suo Molde, raggiungendo matematicamente il successo finale con quattro giornate d'anticipo grazie alla vittoria per 1-2 sul campo del Viking. Il 23 novembre successivo, il Molde ha centrato il successo finale nel Norgesmesterskapet 2014, ottenendo così il double. Il 21 ottobre 2015, ha ricevuto la candidatura come miglior giovane del campionato per l'edizione annuale del premio Kniksen. Il premio è andato però ad Iver Fossum. L'8 dicembre 2015 ha rinnovato il contratto che lo legava al Molde fino al 31 dicembre 2017.
L'11 agosto 2017, gli svedesi dell'Hammarby hanno reso noto l'ingaggio di Svendsen: il giocatore ha scelto la maglia numero 20. Ha terminato il campionato 2017 con 6 reti in 10 partite sotto la guida del tecnico Jakob Michelsen, ma nel corso del torneo successivo ha raccolto 19 presenze senza alcuna rete all'attivo, venendo schierato titolare in sole quattro occasioni da Stefan Billborn.
Al fine di fargli trovare maggiore spazio, durante il precampionato della stagione 2019 l'Hammarby ha prestato Svendsen ai norvegesi dell'Odd, con un accordo ufficializzato il 26 marzo e valido fino all'estate.
L'8 luglio 2019 si trasferisce all'Odense per circa 200.000 euro e firma un contratto quadriennale fino al 30 giugno 2023.
L'8 ottobre 2020 è stato ufficializzato il suo passaggio al Brann con la formula del prestito: il calciomercato si era infatti chiuso due giorni prima, ma il trasferimento è stato oggetto di verifiche da parte della FIFA per stabilire se fosse stato ratificato nei tempi. La FIFA ha dato l'assenso poiché il Brann ha presentato i documenti necessari alla Norges Fotballforbund alle ore 23.59.31 del 5 ottobre e alla FIFA stessa alle 23.59.59, un secondo prima della chiusura della finestra di trasferimento.
Il 19 aprile 2021 ha fatto ritorno all'Odd, sempre con la formula del prestito, valido fino al successivo 17 agosto. Il 31 agosto, le parti hanno trovato un accordo per prolungare il prestito fino al termine della stagione.
Il 29 agosto 2022, l'Odense ha reso noto la cessione di Svendsen al Viking a titolo definitivo.

### Nazionale
Svendsen ha rappresentato la Norvegia a livello Under-15, Under-16, Under-17, Under-18 e Under-19. Il 28 maggio è stato convocato per la prima volta nella Under-21 dal commissario tecnico Leif Gunnar Smerud, in vista della partita valida per le qualificazioni al campionato europeo di categoria del 2017 contro la Bosnia-Erzegovina e per l'amichevole contro l'Austria. Il 13 giugno, è stato schierato titolare nella vittoria per 2-0 contro la formazione bosniaca, effettuando così il proprio esordio.

## Statistiche

### Presenze e reti nei club
Statistiche aggiornate al 1º dicembre 2024.
| Stagione        | Club            | Campionato      | Campionato | Campionato | Coppe nazionali | Coppe nazionali | Coppe nazionali | Coppe continentali | Coppe continentali | Coppe continentali | Supercoppe | Supercoppe | Supercoppe | Totale | Totale |
| Stagione        | Club            | Comp            | Pres       | Reti       | Comp            | Pres            | Reti            | Comp               | Pres               | Reti               | Comp       | Pres       | Reti       | Pres   | Reti   |
| --------------- | --------------- | --------------- | ---------- | ---------- | --------------- | --------------- | --------------- | ------------------ | ------------------ | ------------------ | ---------- | ---------- | ---------- | ------ | ------ |
| 2013            | Molde           | ES              | 2          | 0          | CN              | 1               | 0               | UCL+UEL            | -                  | -                  | -          | -          | -          | 3      | 0      |
| 2014            | Molde           | ES              | 12         | 1          | CN              | 3               | 3               | UEL                | 2                  | 1                  | -          | -          | -          | 17     | 5      |
| 2015            | Molde           | ES              | 26         | 8          | CN              | 4               | 2               | UCL                | 3+4                | 0                  | -          | -          | -          | 37     | 10     |
| 2016            | Molde           | ES              | 25         | 4          | CN              | 2               | 1               | -                  | -                  | -                  | -          | -          | -          | 27     | 5      |
| gen.-ago. 2017  | Molde           | ES              | 15         | 4          | CN              | 2               | 0               | -                  | -                  | -                  | -          | -          | -          | 17     | 4      |
| Totale Molde    | Totale Molde    | Totale Molde    | 80         | 17         |                 | 12              | 6               |                    | 9                  | 1                  |            | -          | -          | 101    | 24     |
| ago.-dic. 2017  | Hammarby        | A               | 10         | 6          | CS              | 4               | 2               | -                  | -                  | -                  | -          | -          | -          | 14     | 8      |
| 2018            | Hammarby        | A               | 19         | 0          | CS              | 4               | 1               | -                  | -                  | -                  | -          | -          | -          | 23     | 1      |
| Totale Hammarby | Totale Hammarby | Totale Hammarby | 29         | 6          |                 | 8               | 3               |                    | -                  | -                  |            | -          | -          | 37     | 9      |
| mar.-lug. 2019  | Odd             | ES              | 16         | 0          | CN              | 3               | 1               | -                  | -                  | -                  | -          | -          | -          | 19     | 1      |
| 2019-2020       | Odense          | SL              | 32         | 13         | CD              | 2               | 1               | -                  | -                  | -                  | -          | -          | -          | 34     | 14     |
| set.-ott. 2020  | Odense          | SL              | 1          | 0          | CD              | -               | -               | -                  | -                  | -                  | -          | -          | -          | 1      | 0      |
| ott.-dic. 2020  | Brann           | ES              | 10         | 1          | -               | -               | -               | -                  | -                  | -                  | -          | -          | -          | 10     | 1      |
| gen.-apr. 2021  | Odense          | SL              | 1          | 0          | CD              | 1               | 0               | -                  | -                  | -                  | -          | -          | -          | 2      | 0      |
| apr.-dic. 2021  | Odd             | ES              | 28         | 8          | CN              | 3               | 2               | -                  | -                  | -                  | -          | -          | -          | 31     | 10     |
| Totale Odd      | Totale Odd      | Totale Odd      | 44         | 8          |                 | 6               | 3               |                    | -                  | -                  |            | -          | -          | 50     | 11     |
| gen.-giu. 2022  | Odense          | SL              | 13         | 4          | CD              | 3               | 0               | -                  | -                  | -                  | -          | -          | -          | 16     | 4      |
| lug.-ago. 2022  | Odense          | SL              | 7          | 0          | CD              | 0               | 0               | -                  | -                  | -                  | -          | -          | -          | 7      | 0      |
| Totale Odense   | Totale Odense   | Totale Odense   | 54         | 17         |                 | 6               | 1               |                    | -                  | -                  |            | -          | -          | 60     | 18     |
| ago.-dic. 2022  | Viking          | ES              | 11         | 1          | CN              | 2               | 1               | UECL               | -                  | -                  | -          | -          | -          | 13     | 2      |
| 2023            | Viking          | ES              | 30         | 5          | CN              | 4               | 2               | -                  | -                  | -                  | -          | -          | -          | 34     | 7      |
| 2024            | Viking          | ES              | 27         | 7          | CN              | 3               | 1               | -                  | -                  | -                  | -          | -          | -          | 30     | 8      |
| Totale Viking   | Totale Viking   | Totale Viking   | 68         | 13         |                 | 9               | 4               |                    | -                  | -                  |            | -          | -          | 77     | 17     |
| Totale carriera | Totale carriera | Totale carriera | 272        | 58         |                 | 38              | 17              |                    | 9                  | 1                  |            | -          | -          | 319    | 76     |

## Palmarès

### Club

#### Competizioni giovanili
- Norgesmesterskapet G19: 1

Molde: 2016

#### Competizioni nazionali
- Coppa di Norvegia: 2

Molde: 2013, 2014
- Campionato norvegese: 1

Molde: 2014